# فادي أبي سعد
فادي أبي سعد مواليد 7 يونيو 1980 المعروف باسمه الفني أليف، هو عازف بيانو وملحن ورجل أعمال لبناني،  وهو مالك 8ͤ Art Entertainment ومديرها الفني.

## الخلفية والتعليم
ولد أليف في إهمج لبنان، أكتشف موهبته في الموسيقى في الثالثة من عمره عندما حصل على بيانو خشبي قديم صغير، وأعاد بناء ألحان مألوفة في تلك السن المبكرة، وكان قادرًا على فهم الألحان الغربية والشرقية.
أراد أليف التعبير عن الألحان الشرقية من خلال البيانو دون أي حيلة، وأثناء الحرب الأهلية اللبنانية ترك عائلته ومسقط رأسه وأنتفل إلى الجبال بحثًا عن السلام، وأمضى أليف كل وقته في استوديو عمه الملحن «مايكل راميا» الذي كان يتقن أكثر من 8 أدوات موسيقية وكان له تأثير كبير عليه، وقضى أيامه في التدريب والترفيه.
في سن الحادية عشرة، بدأ أليف في تأليف موسيقاه الخاصة.
تخرج أليف في عام 1999 من كلية سانت جوزيف - أنتورة، والتحق بجامعة الروح القدس في الكسليك ودرس البيانو والانسجام، وتخرج أليف في نظرية الموسيقى النبيلة، وفي الاستماع إلى الموسيقى والانسجام من معهد خاركيف.
على الرغم من أن أليف يدرس نفسه بنفسه، إلا أنه يعترف بأمان أن «مساراته الأكاديمية» قد زودت فنه بالأساس الكلاسيكي والفني الضروري.
في سن الرابعة عشرة قدم أول حفل منفرد له حيث لعب دور Churin's Mazurkas في ترتيبه الخاص،  وفي سن الثامنة عشر أقام حفلاً موسيقياً في مسرحه الجامعي (كلية سانت جوزيف عينطورة) حيث أدى مؤلفاته الخاصة.

## مهنة

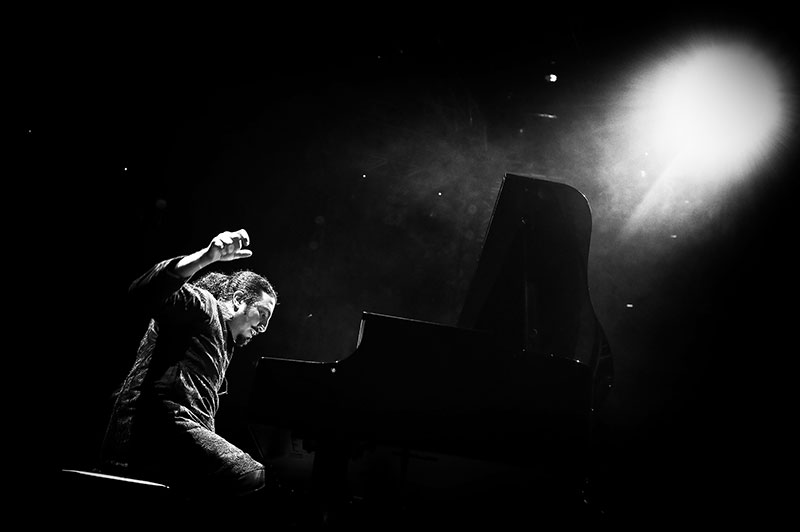
حفل أليف ديديشن في يوليو 2013

في 1998 قدمه أحد الأصدقاء إلى Elef Productions، وهي علامة سابقة لمجموعة Warner Music Group، وقد رأى ميشال ألفتريادس تفرده وبدأ العمل معه في مشروع منفرد.
في عام 2001 وفي عمر 21 عامًا اختير أليف «لو بيانو دي لوريان»، ليرأس العرض لمدة ثلاثة أيام متتالية في مهرجان بيبلوس الدولي - ميديترانيو،  الذي اعتبر نقطة انطلاق مسيرته الدولية، بداية مع جولة في شمال إفريقيا بالتعاون مع صديقه الطويل ميشيل لابكس لبكي.
في 2003 أثناء أدائه لفت انتباه ممثل Steinway Pianos، وأصبح أحد فنانو Steinway. ومن خلال العمل مع Elef Productions، كان جزءًا من الفريق الافتتاحي لقاعة الموسيقى الموجودة في وسط مدينة بيروت ونظرًا لكونه عازف البيانو والمنسق الرئيسي للموسيقى في قاعة الموسيقى حتى عام 2006 فقد ركز على العديد من أنواع الموسيقى منها البوب والبانتو.

## ديسكغرفي
أصدر ألبومه الأول أليف لايف في 28 مايو 2016،  الذي تم تسجيله في استوديوهات Musigrama في مدريد إسبانيا.

### قائمة التشغيل
| #   | عنوان                                                              | المدة |
| --- | ------------------------------------------------------------------ | ----- |
| 1.  | "Into the rain" (تم تسجيلهأكتوبر 2014 – مايو 2015)                 | 5:31  |
| 2.  | "Une Valse Manouche" (تم تسجيله أكتوبر 2014 – مايو 2015)           | 4:48  |
| 3.  | "Rumbeando en Madrid" (تم تسجيله أكتوبر 2014 – مايو 2015)          | 4:03  |
| 4.  | "Plus jamais" (تم تسجيله أكتوبر 2014 – مايو 2015)                  | 4:58  |
| 5.  | "Midlife feat. Carmina Cortez" (تم تسجيله أكتوبر 2014 – مايو 2015) | 3:17  |
| 6.  | "7.20 am" (تم تسجيله أكتوبر 2014 – مايو 2015)                      | 4:31  |
| 7.  | "La princesse au diamant poli" (تم تسجيله أكتوبر 2014 – مايو 2015) | 5:56  |
| 8.  | "Morning mist" (تم تسجيله أكتوبر 2014 – مايو 2015)                 | 3:38  |
| 9.  | "Hope and regret" (تم تسجيله أكتوبر 2014 – مايو 2015)              | 3:29  |
| 10. | "مارس 13" (تم تسجيله أكتوبر 2014 – مايو 2015 (Bonus track))        | 4:46  |

### النشاط والأيديولوجيات
أيد أليف العديد من الجمعيات الخيرية، كما شارك في تنظيم العديد من فعاليات جمع التبرعات لصالح الصليب الأحمر اللبناني، ومركز سرطان الأطفال، وتعليم الأطفال، وغيرها.